# Yoder (Oregon)
Yoder az Amerikai Egyesült Államok Oregon államának Clackamas megyéjében, az Oregon Route 211 közelében elhelyezkedő önkormányzat nélküli település.

## Története
Neve a mennonitáktól ered. Fűrésztelepe 1889 óta háromszor leégett. A bolt 1914-ben nyílt meg. Egykor érintette a Willamette Valley Southern Railway vasútvonala.
Iskolája 1923 és 1963 között működött egy faszerkezetes épületben, amit később egy keresztény iskola, valamint a helyi gyülekezet használt.

## Film
Itt forgatták a Nowhere Man című sorozatot.

## Fordítás
- Ez a szócikk részben vagy egészben  a   Yoder, Oregon című angol Wikipédia-szócikk ezen változatának fordításán alapul.  Az eredeti cikk szerkesztőit annak laptörténete sorolja fel. Ez a jelzés csupán a megfogalmazás eredetét és a szerzői jogokat jelzi, nem szolgál a cikkben szereplő információk forrásmegjelöléseként.